# وولوگدا اوییشن انترپرایز
وولوگدا اوییشن انترپرایز (به انگلیسی: Vologda Aviation Enterprise) یک شرکت هواپیمایی است که در ۱۹۳۱ میلادی تأسیس شده‌است. دفتر مرکزی وولوگدا اوییشن انترپرایز در وولوگدا واقع شده‌است و قطب این شرکت هواپیمایی در فرودگاه فلسلند برگن قرار دارد و به ۶ مقصد، پرواز انجام می‌دهد.